# Привалов, Дмитрий Карпович
Дмитрий Карпович Привалов (1908—1943) — советский военнослужащий. Участник Великой Отечественной войны. Герой Советского Союза (1943). Гвардии старшина.

## Биография
Дмитрий Карпович Привалов родился в 1908 году в деревне Елантово Чистопольского уезда Казанской губернии Российской империи (ныне посёлок Будёновец Нижнекамского района Республики Татарстан Российской Федерации) в крестьянской семье. Русский. Образование неполное среднее. До призыва на военную службу работал председателем колхоза в селе Елантово Шереметьевского района Татарской АССР.
В ряды Рабоче-крестьянской Красной Армии Д. К. Привалов был призван Шереметьевским районным военкоматом 20 августа 1941 года. В боях с немецко-фашистскими захватчиками Дмитрий Карпович участвовал с 21 сентября 1941 года. Попал в плен. Совершил побег из лагеря для военнопленных. В мае 1942 года во время Харьковской операции вышел к своим в полосе наступления 21-й армии. Дмитрия Карповича поставили на довольствие в одном из стрелковых полков и определили на должность санитара стрелковой роты. 11 июня 1942 года он был задержан сотрудниками армейской контрразведки и доставлен для проведения дознания в Особый отдел НКВД СССР 21-й армии. Д. К. Привалов успешно прошёл проверку, и 1 июля 1942 года дело в отношении него было прекращено за отсутствием состава преступления. Дмитрия Карповича направили для прохождения дальнейшей службы в 309-ю стрелковую дивизию 6-й армии Воронежского фронта, где его определили во взвод разведки 957-го стрелкового полка.
С июля 1942 года Д. К. Привалов участвовал в боях на Дону, где 309-я стрелковая дивизия оборонялась в составе 6-й, 38-й и 40-й армий, а зимой и весной 1943 года принимал участие в наступательных операциях Воронежского фронта (Острогожско-Россошанская, Воронежско-Касторненская и Харьковская операции), в составе своего подразделения освобождал города Богодухов, Харьков и Белгород. Летом 1943 года Д. К. Привалов участвовал в оборонительных боях на Курской дуге в Ракитянском районе Белгородской области и Белгородско-Харьковской операции, выполняя боевые задания как на передовой, так и за линией фронта. Дмитрий Карпович прошёл путь от рядового бойца до командира отделения пешей разведки и снискал славу первоклассного фронтового разведчика. В части командир отделения разведчиков старшина Д. К. Привалов пользовался заслуженным авторитетом и выполнял обязанности помощника командира взвода.

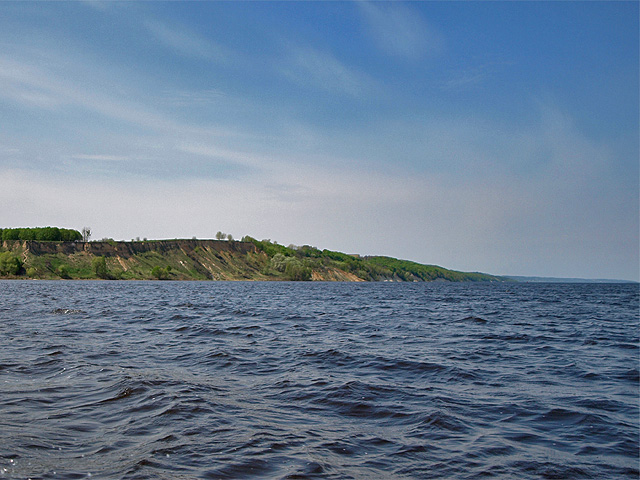
Правый берег Днепра в районе села Балыко-Щучинка

После разгрома немецко-фашистских войск на Курской дуге войска Воронежского фронта практически без паузы начали Битву за Днепр, проведя Сумско-Прилукскую фронтовую операцию. На протяжении всей наступательной операции отделение старшины Привалова, действуя в разведке, доставляло командованию полка ценные разведданные о противнике. Преследуя отступающие немецкие части, 309-я стрелковая дивизия освободила ряд населённых пунктов Левобережной Украины, в том числе город Пирятин, и 21 сентября 1943 года вышла к Днепру западнее города Переяслав в северной части Букринской излучины. В ночь на 24 сентября 1943 года старшина Привалов с группой из пяти разведчиков форсировал Днепр у села Балыко-Щучинка Ржищевского района Киевской области Украинской ССР, и прорвав с боем вражеское охранение, вышел в тыл неприятеля, откуда неожиданным ударом атаковал прибрежную высоту, на которой немцы оборудовали пулемётное гнездо. Гранатой уничтожив окопавшихся на высоте немецких солдат, старшина Привалов захватил станковый пулемёт, с помощью которого разведчики отразили три яростные контратаки многократно превосходящих сил противника. В бою Дмитрий Карпович лично уничтожил 15 немецких солдат и ещё двоих взял в плен. Смелые и решительные действия группы Привалова обеспечили успешное форсирование Днепра основными силами 957-го стрелкового полка. В боях за расширение плацдарма 25 сентября 1943 года старшина Д. К. Привалов с той же группой перешёл линию фронта и захватил господствующую высоту в тылу немцев. В течение нескольких часов разведчики Привалова вели бой с численно превосходящим противником, отразив 5 вражеских контратак и уничтожив не менее 50 военнослужащих вермахта. Высота была удержана до подхода основных сил полка, что обеспечило успешное взятие села Балыко-Щучинка. За успешное форсирование реки Днепр южнее Киева, прочное закрепление плацдарма на западном берегу реки Днепр и проявленные при этом отвагу и геройство указом Президиума Верховного Совета СССР от 23 октября 1943 года Привалову Дмитрию Карповичу было присвоено звание Героя Советского Союза.
Получить Звезду Героя Дмитрию Карповичу было не суждено. 1 ноября 1943 года он погиб в бою за село Ульяники Киевской области. Первоначально он был похоронен на месте гибели на северной окраине села. Позднее его останки были перезахоронены в городе Пирятине Полтавской области Украины.

## Награды
- Медаль «Золотая Звезда» (23.10.1943);
- орден Ленина (23.10.1943).

## Память
- Именем Героя Советского Союза Д. К. Привалова названа улица в городе Чистополе Республики Татарстан.
- Имя Героя Советского Союза Д. К. Привалова увековечено на воинских мемориалах в городе Пирятине Полтавской области и в селе Балыко-Щучинка Кагарлыкского района Киевской области Украины.

## Документы
- Общедоступный электронный банк документов «Подвиг Народа в Великой Отечественной войне 1941—1945 гг.» Дата обращения: 22 марта 2013. Архивировано из оригинала 13 марта 2012 года.

Представление к званию Героя Советского Союза и указ ПВС СССР о присвоении звания. Дата обращения: 22 марта 2013. Архивировано 9 апреля 2013 года.
- Обобщенный банк данных «Мемориал». Дата обращения: 22 марта 2013. Архивировано из оригинала 10 мая 2012 года.

ЦАМО, ф. 58, оп. 18001, д. 1044.